# Damien Chazelle
Damien Chazelle (* 19. ledna 1985 Providence, Rhode Island) je americký režisér a scenárista s francouzskými kořeny. Za svůj film La La Land získal Oscara za nejlepší režii, čímž se stal ve 32 letech nejmladším držitelem ocenění v této kategorii.

## Životopis
Jeho režisérský debut přišel v roce 2009 s muzikálem Guy and Madeline on a Park Bench. V roce 2014 napsal a režíroval svůj v pořadí druhý celovečerní film Whiplash, založený na jeho stejnojmenném krátkém filmu, který natočil o rok dříve. Film byl poprvé uveden na Sundance Film Festival a získal pět nominací na Oscara včetně kategorií nejlepší film nebo nejlepší scénář.
V roce 2016 napsal scénář ke dvěma filmům, a to k Ulici Cloverfield 10 a La La Landu, přičemž La La Land i režíroval. Za tento film byl nominován na velkou řadu ocenění, včetně Directors Guild of America Award v kategorii nejlepší režisér, Writers Guild of America Award v kategorii nejlepší scénář a dvě ceny Filmové ceny Britské akademie v kategoriích nejlepší režie a scénář. Za film získal dvě ceny Critics' Choice Movie Awards v kategoriích nejlepší scénář a režie a také dva Zlaté glóby pro nejlepšího scenáristu a režiséra. Film jako takový získal sedm Zlatých glóbů a vytvořil tím nový rekord.

## Osobní život
Na Harvardově univerzitě se setkal s Jasmine McGlade a vzal si ji v roce 2010, nicméně v roce 2014 se pár rozvedl. Poté začal chodit s herečkou Olivií Hamilton, s níž se v říjnu 2017 zasnoubil. Jejich svatba proběhla 22. září 2018 a o rok později, v listopadu 2019, se páru narodil syn.

## Filmografie

### Film
| Rok  | Název                            | Režisér | Scenárista | Producent |
| ---- | -------------------------------- | ------- | ---------- | --------- |
| 2009 | Guy and Madeline on a Park Bench | Ano     | Ano        | Ano       |
| 2013 | The Last Exorcism Part II        | Ne      | Ano        | Ne        |
| 2013 | Grand Piano                      | Ne      | Ano        | Ne        |
| 2014 | Whiplash                         | Ano     | Ano        | Ne        |
| 2016 | Ulice Cloverfield 10             | Ne      | Ano        | Ne        |
| 2016 | La La Land                       | Ano     | Ano        | Ne        |
| 2018 | První člověk                     | Ano     | Ne         | Ano       |
| 2022 | Babylon                          | Ano     | Ano        | Ne        |

### Televize
| Rok  | Název    | Režisér | Scenárista | Producent |
| ---- | -------- | ------- | ---------- | --------- |
| 2020 | The Eddy | Ano     | Ne         | Ano       |